# Duet voor viool en klavecimbel
Duet voor viool en klavecimbel is een compositie van Alan Hovhaness. Het duet dat uit drie delen bevat duurt slechts drie minuten. De muziek klink atypisch voor Hovhaness, die normaliter de melodielijn lang houdt. De prelude is hoekig en doet qua opbouw sterkt denken aan de muziek van Anton Webern. Deel 2 dat met nog geen halve minuut ultrakort is verwijst naar de haiku. De afsluitende aria past beter in het oeuvre van de componist. Een lange zangerige melodie van de viool boven een begeleidende klavecimbel.

## Discografie
- privé-uitgave: Christina Fong (viool) en Arved Ashby (klavecimbel)